# Eric Mbirizi
Eric Mbirizi (* 20. April 1998) ist ein burundischer Fußballspieler auf der Position eines Mittelfeldspielers.

## Vereinskarriere

### Karrierebeginn in der Heimat und Wechsel nach Tansania
Eric Mbirizi spielte in der Saison 2015/16 für den Atlético Olympic FC aus Bujumbura in der höchsten burundischen Fußballliga und beendete die Spielzeit mit der Mannschaft auf dem siebenten Tabellenplatz. Innerhalb der Stadt, die zu diesem Zeitpunkt noch die Hauptstadt Burundis war, wechselte er vor der Spielzeit 2016/17 zum Bujumbura City FC, mit dem er die Saison auf dem achten Rang im Endklassement abschloss. In der darauffolgenden Saison 2017/18 erreichte der vorwiegend im defensiven Mittelfeld eingesetzte Mbirizi, der während seiner Zeit bei Bujumbura City zum burundischen A-Nationalspieler geworden war, mit seinem Team den sechsten Tabellenplatz, ehe sich ein Wechsel ins Ausland für ihn auftat. So wechselte er noch vor der Spielzeit 2018/19 zum 2012 gegründeten tansanischen Erstligisten Stand United FC. In der dicht gestaffelten Endtabelle – die Plätze 5 bis 19 lagen nur maximal sechs Punkte auseinander – erreichte er mit dem Klub aus Shinyanga mit 44 erreichten Punkten den 19. Platz, was einen Abstieg in die zweitklassige tansanische First Division League bedeutete.

### Rückkehr nach Burundi
Den Abstieg bestritt Mbirizi mit der Mannschaft nicht mehr, sondern wechselte noch vor Saisonbeginn 2019/20 zurück in die Stadt Bujumbura, die mittlerweile von Gitega als burundische Hauptstadt abgelöst worden war, und unterzeichnete einen Vertrag bei der gerade wieder in die höchste burundische Fußballliga zurückgekehrten AS Inter Star. Im Endklassement belegte Mbirizis Mannschaft den elften Tabellenplatz. Im burundischen Fußballpokal 2019/20 schaffte er mit dem Team beinahe den Einzug ins Finale, unterlag dem Musongati FC jedoch knapp im Halbfinale mit einem Gesamtergebnis von 0:1 aus Hin- und Rückspiel. In der Saison 2020/21 gehört Mbirizi ebenfalls Inter Star an.

## Nationalmannschaftskarriere
Während seiner Zeit beim Bujumbura City FC kam Mbirizi zu seinem Debüt in der burundischen A-Nationalmannschaft. Dabei wurde er am 13. März 2017 vom burundischen Nationaltrainer Olivier Niyungeko bei einem freundschaftlichen Länderspiel gegen Dschibuti von Beginn an eingesetzt. Beim 1:0-Sieg der Burundier steuerte Mbirizi die Vorlage zu Franck Barirengakos Siegestreffer in der 16. Spielminute bei. Bereits im Jahr davor war er erstmals anlässlich der Vorbereitung auf den CECAFA-Cup 2016 in die Nationalmannschaft berufen worden. Wegen finanzieller Schwierigkeiten trat der Sudan als Ausrichter des Turniers zurück, woraufhin Kenia einsprang, dann aber später ebenfalls zurücktrat. Nachdem das Turnier abgesagt worden war, wurde er erst wieder im Januar 2017 in die Nationalelf beordert.
Im Februar 2019 gehörte der dem 20- oder 21-köpfigen burundischen Spieleraufgebot an, das an der U-20-Afrikameisterschaft 2019 in Niger teilnahm. Als Letzter der Gruppe A schied Burundi nach nur drei absolvierten Gruppenspielen bereits frühzeitig aus dem Turnier aus. Im August 2019 nahm Mbirizi mit einer 24-köpfigen U-20-Auswahl an den Afrikaspielen 2019 in der marokkanischen Hauptstadt Rabat teil. Auch hier schied das von Omar Ntakagero trainierte Burundi nach nur drei absolvierten Gruppenspielen mit keinem einzigen erreichten Punkt als Letzter der Gruppe B aus dem Wettbewerb aus. Beim Turnier wurde ein falsches Geburtsdatum Mbirizis (2. Juli 1999) angegeben.
Bis dato (Stand: 15. Februar 2021) kam Mbirizi in mindestens einem Länderspiel für sein Heimatland zum Einsatz und blieb bislang torlos.